# S-300
S-300 – rodzina rakietowych systemów przeciwlotniczych produkcji radzieckiej i rosyjskiej klasy ziemia-powietrze i woda-powietrze. Zalicza się do niej zunifikowane systemy przeznaczone dla wojsk obrony powietrznej serii S-300P z dalszymi modyfikacjami i okrętowe S-300F, oraz odmienne systemy wojsk lądowych S-300W. W wersjach S-300W, S-300PMU1 oraz S-300PMU2 zdolny jest do zwalczania taktycznych rakietowych pocisków balistycznych.

## Wprowadzenie
Prace nad systemem S-300 prowadzono od końca lat 60. XX wieku, z zamiarem stworzenia po raz pierwszy w ZSRR uniwersalnego systemu przeciwlotniczego dla wojsk obrony powietrznej, lądowych i marynarki, służącego do zwalczania celów na dużych i małych wysokościach. Ich podstawą formalną było postanowienie Rady Ministrów ZSRR z 27 maja 1969 roku. Poszczególne odmiany otrzymały oznaczenia: S-300P (od PWO strany – obrony powietrznej kraju), S-300W (od wojskowaja – wojska) i S-300F (od fłotskaja – floty). Prace, które doprowadziły do powstania systemu S-300P prowadzono w biurze konstrukcyjnym Ałmaz.  W wojskach obrony powietrznej miały zastąpić systemy rodziny S-75. Pierwsza wersja S-300PT została przyjęta na uzbrojenie w 1978 roku. Spełnił on jednak wymagania tylko wojsk obrony powietrznej i marynarki, natomiast wojska lądowe ostatecznie zamówiły rozwój niezwiązanego z nim podobnego systemu S-300W w biurze Antiej, który został przyjęty na uzbrojenie w 1983 roku. Morską odmianą systemu S-300 stał się S-300F, opracowywany w instytucie WNII Altair, unifikowany z odmianą S-300P.
Rakiety oznaczone 5W55 dla systemu S-300P opracowało biuro Fakieł w Moskwie, a produkował Zakład Północny (Siewiernyj Zawod) w Leningradzie, wraz z kontenerami startowymi. Próby pocisków prowadzono od połowy lat 70. na poligonie „A” w okolicach Saryszaganu nad jeziorem Bałchasz w republice kazachskiej. W oznaczeniu elementów systemu, pierwsza cyfra 5 oznaczała Zarząd Uzbrojenia Wojsk Obrony Powietrznej, litera – rodzaj sprzętu, a dalsza liczba – model, z ewentualnymi uzupełniającymi literami.

## S-300P
Pierwszą opracowaną dla zestawu rakietą była 5W55, z jednostopniowym silnikiem na paliwo stałe i czterema rozkładanymi powierzchniami sterowymi w części ogonowej. Rakieta startuje pionowo z cylindrycznego kontenera transportowo-startowego – jest wyrzucana z kontenera na wysokość 20 m za pomocą katapulty prochowej, po czym uruchamia się silnik marszowy, pracujący 8-10 sekund. Rakieta posiada ponadto stery gazowe w celu szybszego naprowadzenia w kierunku celu. Pierwszy odcinek lotu kierowany jest autopilotem, potem następuje kierowany odcinek lotu. Produkowano zasadnicze wersje 5W55K i 5W55KD naprowadzane radiokomendowo z ziemi oraz 5W55R naprowadzaną półaktywnie. Rakieta 5W55R również kierowana jest radiokomendowo, ale z wykorzystaniem danych płynących z jej głowicy radiolokacyjnej śledzącej cel. Zwiększa to celność na dużej odległości oraz przy obecności środków walki radioelektronicznej. Masa startowa pocisku wynosi 1480 kg dla 5W55KD i 1664 kg dla 5W55R, a zasięg odpowiednio 47 km i 75 km. 
System obsługuje radar trójwymiarowy, pracujący w paśmie I (8–10 GHz) z anteną fazowaną z cyfrowym sterowaniem wiązką, uzupełnia go radar Big Bird (Tombstone) z czterometrową anteną, pracujący w paśmie F (3–4 GHz). Osiąga zdolność bojową w ciągu pięciu minut.

### S-300PT

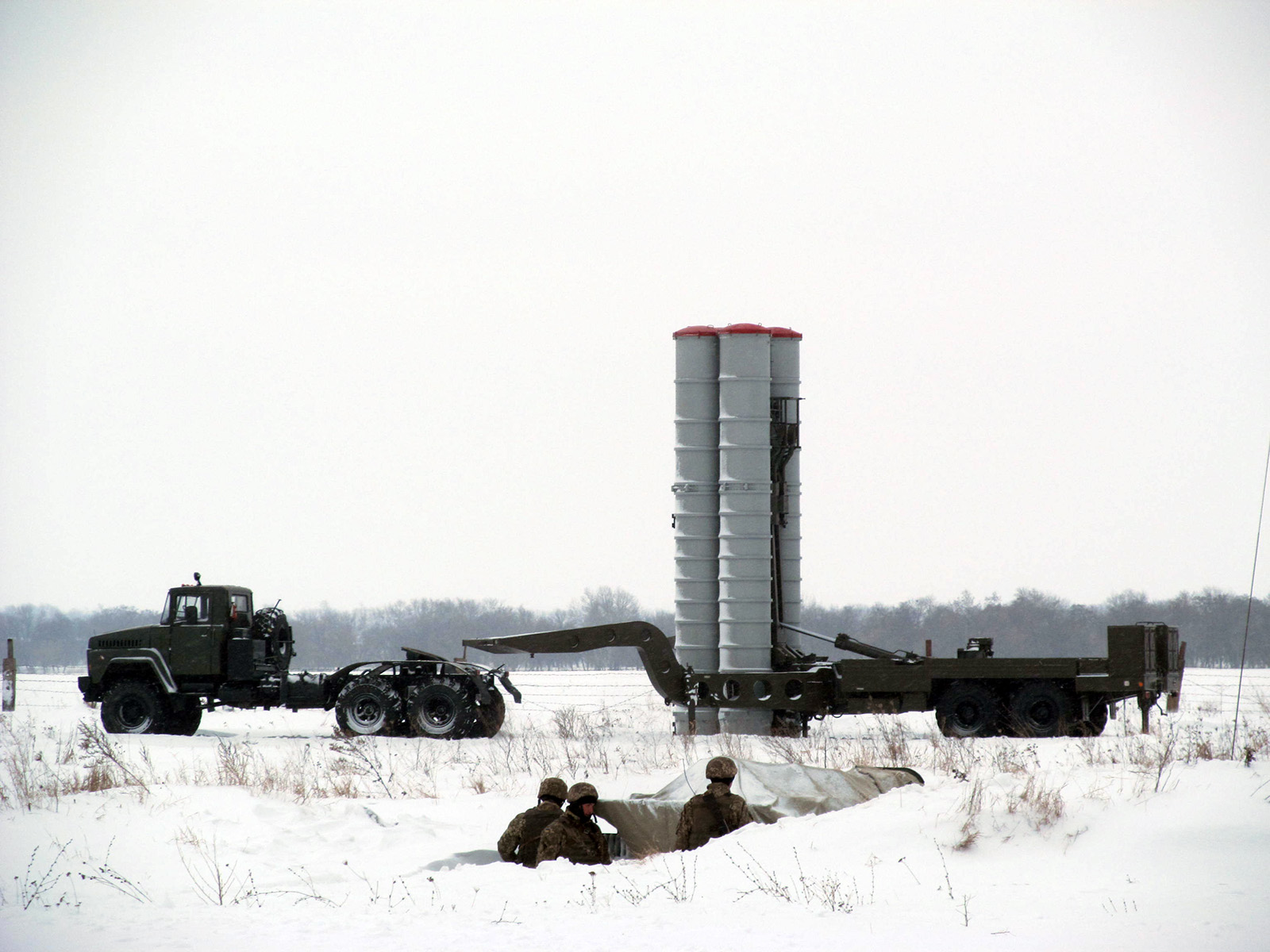
S-300PT Sił Zbrojnych Ukrainy w położeniu bojowym

Pierwszą wersją systemu była wersja holowana S-300PT (transportirujemaja – przewoźna). Przyjęto ją na uzbrojenie w 1978 roku i od tego roku produkowano. W skład zestawu wchodziło do 12 holowanych wyrzutni, stacja radiolokacyjna podświetlania i naprowadzania (kontener F1), kabina kierowania ogniem (F2) i cztery kontenery przygotowania startu (F3A). Wyrzutnia 5P851 tworzyła dwuosiową naczepę z pakietem czterech cylindrycznych kontenerów pocisków, unoszonym do pozycji pionowej i opieranym o grunt przed startem. Charakterystyczne było to, że cylindry unoszone były w kierunku ciągnika i w położeniu bojowym znajdowały się między zaczepem a kołami, obejmowane przez ramę naczepy. Naczepa miała z przodu dwie rozkładane podpory. Wyrzutnia holowana była przez ciągnik siodłowy KrAZ-260W. Na kontenerze F1 zainstalowana była wielofunkcyjna stacja radiolokacyjna z unoszoną płaską fazowaną anteną na dachu. W razie potrzeby, np. przy rozlokowaniu systemu w lesie, antena mogła być zamocowana na specjalnym osobnym maszcie. Kontener F1 ze stacją radiolokacyjną był posadowiony na przyczepie FR-10 z odejmowanymi kołami, a kontenery F2 i F3A były przewożone na naczepach. Dywizjon posiadał w składzie także dalsze pojazdy wsparcia i radary (opisane niżej przy systemie S-300PS).
W połowie lat 80. system holowany został zmodernizowany do wersji S-300PT-1 (analogicznej poziomem do S-300PS), ze zmodyfikowanymi naczepami wyrzutni 5P851A i innymi komponentami również umieszczonymi na naczepach, a następnie do wersji PT-1A.

### S-300PS (PMU)
Najbardziej rozpowszechnioną wersją systemu stała się wersja samobieżna, przyjęta na uzbrojenie w 1982 roku. W swojej pierwszej odmianie otrzymała oznaczenie S-300PS dla Armii Radzieckiej (samochodnaja – samobieżna), a w odmianie eksportowej S-300PMU. W skład dywizjonu wchodził pojazd dowodzenia 5N63S i do czterech baterii oznaczonych 5P85SD, składających się z jednej wyrzutni samobieżnej 5P85S wyposażonej w kontener przygotowania startu F3S i maksymalnie dwóch dodatkowych wyrzutni 5P85D bez tego kontenera. Wszystkie pojazdy były na podwoziach ciężkich terenowych ośmiokołowych samochodów MAZ-543M. Na pojeździe dowodzenia zamontowano w środkowej części obrotowy  kontener stacji radiolokacyjnej F1S z rozkładaną płaską anteną na dachu, a w tylnej kabinę dowodzenia F2K. Wyposażony jest również w radiostację z masztem teleskopowym za kabiną kierowcy dla łączności z dowództwem. Wyrzutnie przenosiły cztery cylindry transportowo-startowe, a w wersji 5P85S dodatkowo za kabiną kontener F3S. Długość wyrzutni wynosiła 13,11 m, szerokość 3,15 m, wysokość 3,8 m, a masa 42,15 ton.
W położeniu bojowym pojazdy są stabilizowane na hydraulicznych podporach, a blok wyrzutni jest podnoszony do tyłu. Wyrzutnie baterii musiały być ustawiane obok siebie i łączone przewodami, w odległości 2–3 m między kabinami pojazdów z kontenerem F3S i bez niego, przy czym wyrzutnie 5P85S musiały być skierowane w stronę pojazdu dowodzenia, ustawionego w odległości do 100 m od nich, utrzymując z nim łączność radioliniową. Przejście z położenia marszowego w bojowe zajmuje 5 minut. We wczesnych wersjach jednocześnie mogło być naprowadzane 12 rakiet na sześć celów. Stacja radiolokacyjna w celu zwiększania zasięgu wykrywania może być zamontowana na uniwersalnym maszcie 40W6M o wysokości 25 m lub 40W6MD o wysokości 39 m, przewożonym na naczepie, niewchodzącym w skład zestawu. W skład dywizjonu wchodzi też radar do wykrywania celów niskolecących 5N66/5N66M, transportowany na naczepach i montowany na takim samym maszcie, lub jego nowsza wersja 76N6. Działania dywizjonu zabezpieczają ponadto dalsze liczne samochody sztabowe, pojazdy topodowiązania, agregaty prądotwórcze, cysterny i inne pojazdy. Dalsze pakiety cylindrów wyrzutni przewożone były na pojazdach transportowych 5T58-2 w postaci ciągnika KrAZ-250 z naczepą. Do przeładowywania kontenerów startowych służyły samochody załadowcze 5T99 (na bazie KrAZ-255), 5T99M (KrAZ-260) lub nowszych typów.

### S-300PM (PMU1)

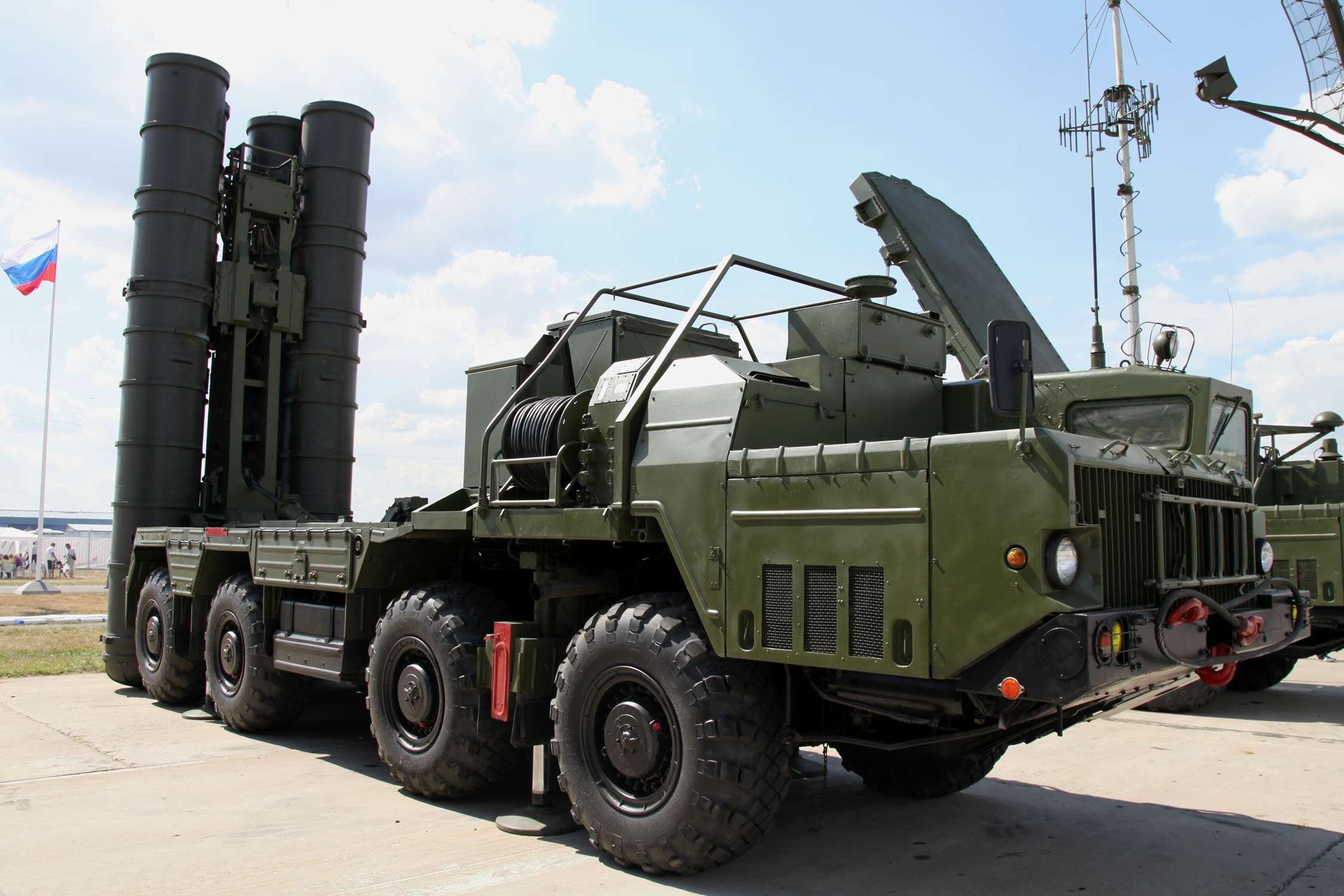
S-300PMU2

W kolejnej wersji samobieżnej S-300PM (w odmianie eksportowej S-300PMU1) skupiono się na poprawie charakterystyk systemu. Produkowana jest seryjnie od 1990 roku (według innych informacji, od końca lat 80.), a formalnie została przyjęta na uzbrojenie w 1993 roku. Zastosowano zarówno nową aparaturę elektroniczną, jak i pociski 48N6 o zasięgu do 150 km wobec samolotów i do 38 km wobec niskolecących pocisków manewrujących. Pojawiła się w tej wersji możliwość zwalczania operacyjno-taktycznych pocisków balistycznych na odległości do 40 km. System według informacji producenta może jednocześnie śledzić 9 celów, a 6 z nich zwalczać, maksymalnie 12 pociskami. Masa startowa pocisku 48N6 (48N6Je w wersji eksportowej) wynosi 1900 kg, a wraz z pojemnikiem transportowo-startowym 2580 kg. Masa głowicy bojowej wynosi ok. 143 kg.
Zmodyfikowany pojazd dowodzenia, w takiej samej konfiguracji, na ośmiokołowym podwoziu MAZ-543M, otrzymał oznaczenie 30N6Je (30Н6Е). Wyrzutnie samobieżne 5P85S na takim samym podwoziu są zbliżone do stosowanych w poprzednim wariancie. Ponadto, wprowadzono wersję holowaną, z wyrzutniami na naczepie 5P85T lub 5P85TM (w wersji eksportowej 5P85TJe). W odróżnieniu od poprzedniej wersji holowanej, naczepa jest krótsza, a blok czterech cylindrów wyrzutni jest stawiany do położenia bojowego z tyłu za naczepą. Naczepa wyrzutni ma 14,3 m długości i w położeniu marszowym 3,8 m wysokości.
W kodzie NATO wersja S-300PMU1 została oznaczona jako SA-20 Gargoyle

### S-300PMU2
Efektem dalszego rozwoju systemu był S-300PMU2 Faworit, przeznaczony początkowo na eksport i zaprezentowany publicznie na salonie MAKS w Moskwie w 1997 roku. Ulepszono w nim podzespoły elektroniczne i pociski 48N6Je2 (48Н6Е2) o zwiększonym zasięgu do 200 km. Ulepszono też głowicę bojową pocisku, która przy zwalczaniu rakiet ma powodować także wybuch głowicy bojowej celu. System zachował też możliwość wystrzeliwania poprzednich pocisków 48N6Je. Oprócz wyrzutni samobieżnych stosowane są wyrzutnie holowane 5P85TJe2 (5П85ТЕ2).

### Użycie
Systemy rodziny S-300P wchodziły na uzbrojenie Armii Radzieckiej w latach 80. XX wieku, zastępując przede wszystkim system S-75, a następnie także S-125 i S-200. Dopiero jednak 9 maja 1990 roku pierwszy raz wyrzutnie samobieżne S-300PS zostały zaprezentowane publicznie na defiladzie w Moskwie. W latach 80. zakupiły je w wersjach PT lub PS także niektóre państwa Układu Warszawskiego: Bułgaria, Niemiecka Republika Demokratyczna i Czechosłowacja. Po zjednoczeniu Niemiec, niemieckie kompleksy zostały zwrócone ZSRR.
Od początku lat 90, po rozpadzie ZSRR, systemy znalazły się także na uzbrojeniu innych państw poradzieckich oraz były eksportowane przez Rosję w różnych wersjach. Jednym z pierwszych nabywców czterech dywizjonów S-300PMU1 w 1994 roku zostały Chiny. Znajdują się na wyposażeniu armii Chin, Indii, Ukrainy, Białorusi, Słowacji, Grecji, Bułgarii, Algierii, Syrii, Iranu i Wietnamu. Użyty także przez Siły Zbrojne Ukrainy.
W 2009 roku Chińska Republika Ludowa ujawniła własny system przeciwlotniczy HQ-9 na podwoziach samobieżnych, będący zmodyfikowaną bezlicencyjną kopią S-300 z pociskami bazującymi na 48N6. Nośnikami wyrzutni są samochody 8×8 Taian TA580A, skonstruowane z pomocą białoruskiego MAZa. W 2012 roku zaprezentowano podobny kompleks eksportowy FD-2000, o deklarowanym zasięgu 125 km
| Rodzina        | S-300P                                 | S-300P                                 | S-300P                                 | S-300P                                                             | S-300P                                                             |
| Rodzina        |                                        |                                        | Favorit                                |                                                                    |                                                                    |
| Pocisk         | S-300P; S-300PT                        | S-300PS                                | S-300PM; S-300PMU                      | S-300PMU1                                                          | S-300PMU2                                                          |
| Pocisk         | 5W55K                                  | 5W55R                                  | 5W55RUD                                | 48N6; 48N6E                                                        | 48N6E2                                                             |
| Kod NATO       | SA-10A                                 | SA-10B                                 | SA-10C                                 | SA-20A                                                             | SA-20B                                                             |
| Kod NATO       | Grumble A                              | Grumble B                              | Grumble C                              | Gargoyle A                                                         | Gargoyle B                                                         |
| Cel            | Cele powietrzne, w tym nisko lecące    | Cele powietrzne, w tym nisko lecące    | Cele powietrzne, w tym nisko lecące    | Cele powietrzne, w tym nisko lecące + Rakietowy pocisk balistyczny | Cele powietrzne, w tym nisko lecące + Rakietowy pocisk balistyczny |
| Zasięg         | 47 km                                  | 75 km                                  | 90 km                                  | 150 km                                                             | 3 do 200 km                                                        |
| Pułap          |                                        | 25 do 25 000 m                         | 25 do 25 000 m                         | 25 do 27 000 m                                                     | 10 do 27 000 m                                                     |
| Naprowadzanie  |                                        |                                        | komendowe + Track-Via-Missile          | komendowe + Track-Via-Missile                                      | komendowe + (?)                                                    |
| System startu  | 4-cylindrowa wyrzutnia pionowa,        | 4-cylindrowa wyrzutnia pionowa,        | 4-cylindrowa wyrzutnia pionowa,        | 4-cylindrowa wyrzutnia pionowa,                                    | 4-cylindrowa wyrzutnia pionowa,                                    |
| Długość        |                                        |                                        | 7,5 m                                  | 7,5 m                                                              |                                                                    |
| Średnica       |                                        |                                        | 508 mm                                 | 515 mm                                                             |                                                                    |
| Masa startowa  |                                        | 1664 kg                                | 1804 kg                                | 1799 kg                                                            | około 1800 kg                                                      |
| Prędkość       |                                        | 1860 m/s                               | 1900 m/s                               | 2000 m/s                                                           | 2200 m/s                                                           |
| Przyśpieszenie |                                        | 25 G                                   | 25 G                                   |                                                                    |                                                                    |
| Masa głowicy   |                                        | 133 kg                                 | 143 kg                                 | 143 kg                                                             | 180 kg                                                             |
| Napęd          | jednostopniowy, silnik na paliwo stałe | jednostopniowy, silnik na paliwo stałe | jednostopniowy, silnik na paliwo stałe | jednostopniowy, silnik na paliwo stałe                             | jednostopniowy, silnik na paliwo stałe                             |

## S-300F

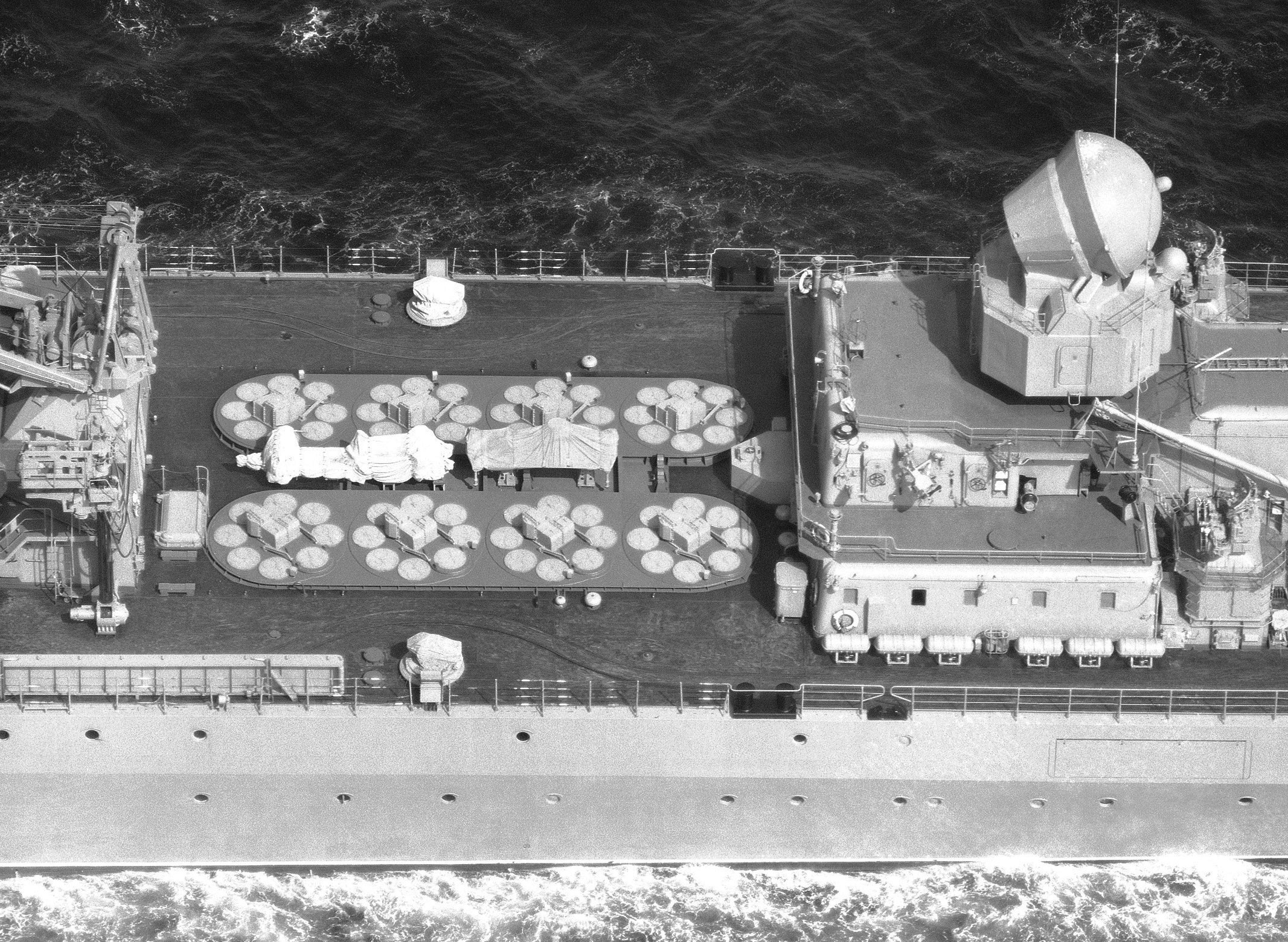
Bębnowe wyrzutnie S-300F na śródokręciu krążownika „Marszał Ustinow” proj. 1164 oraz radar kierowania ogniem

Morską odmianą systemu S-300 stał się S-300F, unifikowany z odmianą wojsk obrony powietrznej S-300P. Opracowywany była w instytucie WNII RE MSP (późniejszym NPO Altair), pod kierunkiem głównego konstruktora W. Bukatowa. Nazywany też Fort, od kryptonimu systemu kierowania wersji morskiej. Wstępny projekt był opracowany już w 1966 roku. Pierwszy doświadczalny zestaw został zamontowany w 1977 roku i badany na krążowniku rakietowym projektu 1134B „Azow”, a następnie próby prowadzono na krążowniku atomowym „Kirow” projektu 1144. Próby zakończono w 1983 roku i w 1984 roku system przyjęto na uzbrojenie. Oprócz czterech okrętów projektu 1144 i pochodnego 11442, został zamontowany tylko na trzech krążownikach projektu projektu 1164. W kodzie NATO system morski otrzymał oznaczenie SA-N-6 Grumble. 
Używane były pociski 5W55RM, zmodyfikowane w stosunku do wersji lądowej 5W55R. Jedynie na dwóch ostatnich krążownikach projektu 11442 zastosowano już nowe pociski zestawu lądowego 46N6Je. Wyrzutnia opracowana przez zakłady Bolszewik jest pionowa, podpokładowa, bębnowa, na osiem pocisków mieszczących się w cylindrycznych kontenerach. Wyrzutnia jest obrotowa – odpalany jest jeden pocisk z kontenera znajdującego się pod lukiem wyrzutni. Silnik marszowy uruchamiany jest po opuszczeniu wyrzutni. Na krążownikach proj. 1144/11442 zastosowano 12 bębnowych wyrzutni B-203A z łącznym zapasem 96 rakiet, a na krążownikach proj. 1164 – 8 wyrzutni B-204 z zapasem 64 rakiet. Ogniem kieruje wielofunkcyjny radiolokator Fort. 